# Giovanni Ossanna
Giovanni Ossanna (Denno, 26 giugno 1870 – Monaco di Baviera, 18 novembre 1952) è stato un ingegnere italiano. Ingegnere elettrotecnico, costruttore e consulente, docente e scienziato, fu uno degli ultimi grandi pionieri delle correnti forti, celebre in campo internazionale per i suoi studi sulle macchine elettriche, sulla trazione elettrica e sulla trasmissione dell'energia, con i quali ha apportato importanti e preziosi contributi allo sviluppo della tecnica elettrica.

## Biografia
Nasce a Denno, in Val di Non il 26 giugno 1870, quando il Trentino faceva ancora parte dell'Impero austro-ungarico.
Compie gli studi ginnasiali a Trento e si iscrive alla Scuola Tecnica Superiore (Politecnico) di Graz nel 1889, dove si diploma ingegnere meccanico nel 1893 e si trattiene come assistente lavorando come costruttore di macchine elettriche. Nel 1896 passa alla Siemens e Halske di Vienna come ingegnere progettista di macchine. Studia e lavora intensamente pubblicando importanti lavori, e non solo su argomenti di macchine elettriche.
A soli sei anni dal diploma, nel 1899, pubblica su Zeitschrift für Elektrotechnik, la rivista degli elettrotecnici austriaci, La teoria dei motori a corrente trifase, lavoro conosciuto come Il diagramma circolare di Ossanna, con il quale acquista celebrità e fama nel mondo elettrotecnico per il valore teorico e l'interesse applicativo.
L'anno seguente presenta all'Esposizione Internazionale dell'Elettricità a Parigi un alternatore autoeccitato per servizio di emergenza di sua ideazione, costruito dalla Siemens e Halske, e viene personalmente premiato con la medaglia d'oro "per l'interesse della novità".
Negli anni accademici 1900-1901 tiene esercitazioni di elettrotecnica al Politecnico di Vienna e nell'ottobre dello stesso anno, a soli trentun anni, è chiamato a ricoprire come professore ordinario la cattedra di Costruzione di macchine elettriche al Politecnico di Monaco. Declina altre chiamate altrettanto prestigiose: Berlino nel 1911, Karlsruhe nel 1912, Vienna nel 1916. Fonda la Scuola di macchine e ne è Direttore dal 1914 al 1917.
Nei primi anni del Novecento continua le sue ricerche su generatori e motori elettrici, in particolare per la trazione ferroviaria, ma via via si occupa sempre di più dei problemi della trasmissione a distanza di grandi quantità di energia elettrica, all'inizio per alimentare la rete ferroviaria, e poi la rete generale di trasporto dell'energia elettrica.
A Monaco, è Rettore Magnifico dal 1929 al 1931 e rimane in ruolo fino a 65 anni; nel 1946 torna in cattedra per altri due semestri. Rimane poi accademicamente attivo fino al 1950.
Muore a Monaco il 18 novembre 1952.
Giovanni Ossanna è ben conosciuto nel mondo tedesco ed in Europa (una via di Monaco porta il suo nome), ma meno noto è in Italia, al di fuori del ristretto ambito tecnico e accademico degli specialisti delle macchine elettriche. In occasione del centenario del diagramma circolare di Ossanna, alla sua figura di uomo e di scienziato è stato dedicato un simposio elettrotecnico internazionale il 12 e 13 novembre 1999.